# Astyochia faula
Astyochia faula là một loài bướm đêm trong họ Geometridae.